# Fascia pharyngo-basilaire
Le fascia pharyngo-basilaire (ou aponévrose céphalo-pharyngienne de Cruveilhier ou fascia céphalo-pharyngé de Luschka ou fascia fibreux du pharynx de Luschka ou membrane pharyngo-basilaire de Gegenbaur), est une lame fibreuse située entre les couches muqueuse et musculaire de la paroi postérieure du pharynx.
Il est épais aux endroits où les fibres musculaires manquent.
Il est relié à la partie basilaire de l'os occipital et à l'os pétreux.
A mesure qu'il descend, il diminue en épaisseur et devient indistinct.
Il est renforcé postérieurement par une forte bande fibreuse, qui est attachée au-dessus du tubercule pharyngien sur la surface inférieure de la partie basilaire de l'os occipital,
Il passe vers le bas, formant le raphé médian postérieur du pharynx sur lequel s’insère les muscles constricteurs du pharynx.

## Galerie

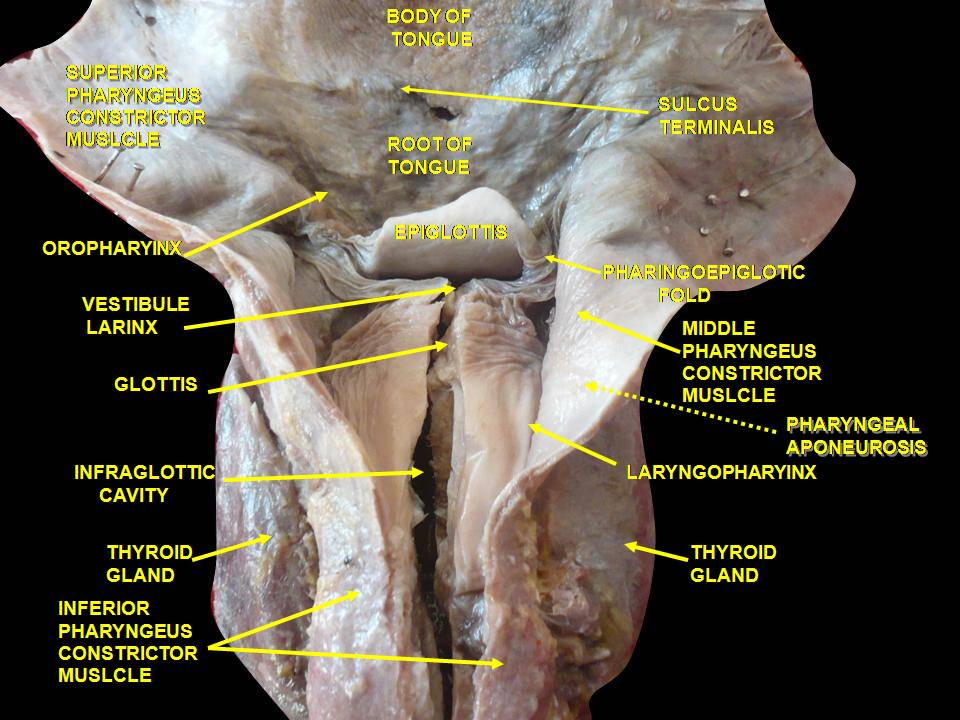
Larynx, pharynx et langue.Dissection profonde, vue postérieure.
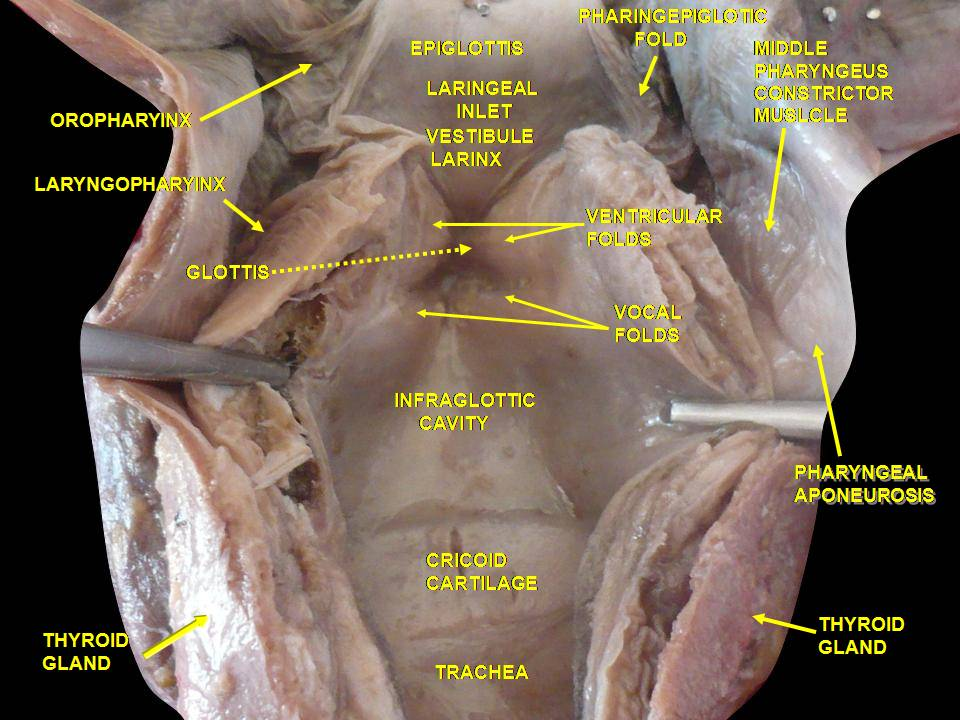
Larynx, pharynx et langue.Dissection profonde, vue postérieure.
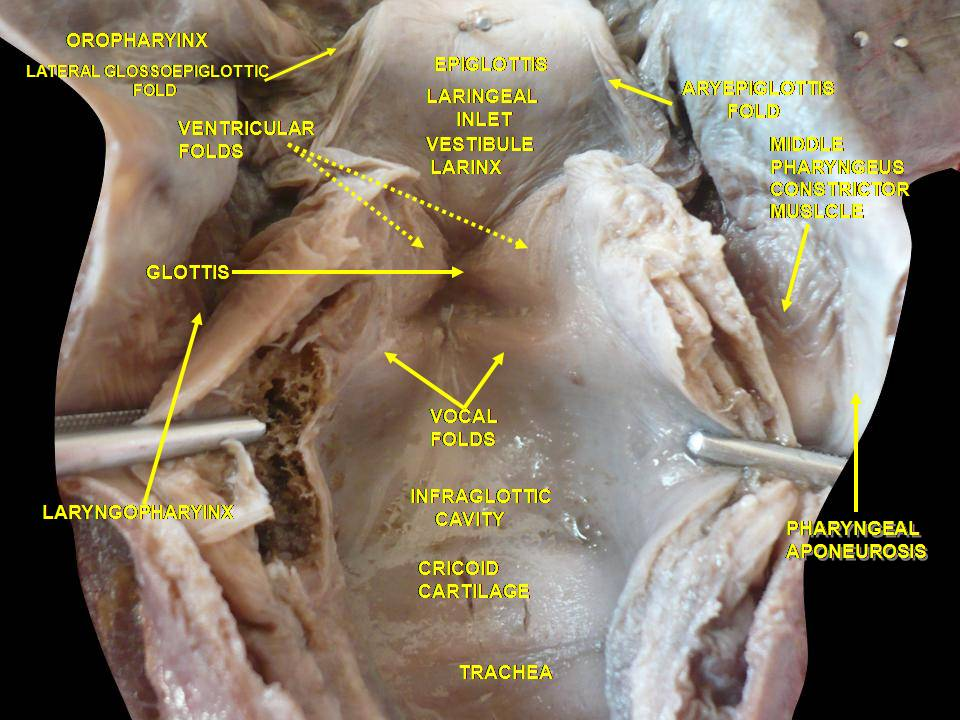
Larynx, pharynx et langue.dissection profonde, vue postérieure.